# Carmeneza dos Santos Monteiro

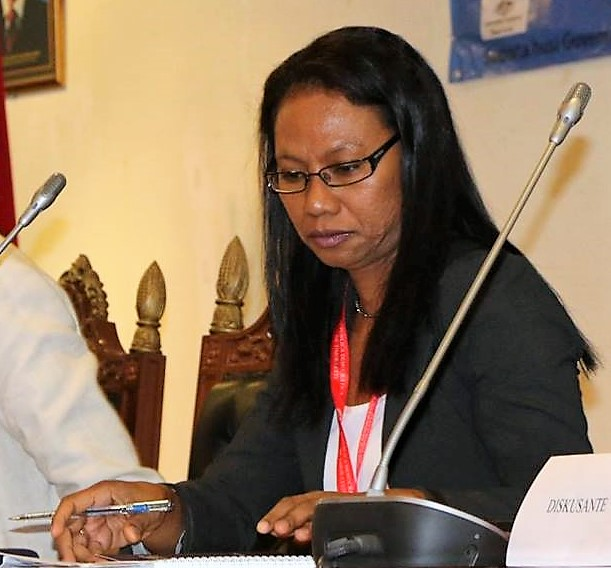
Carmeneza dos Santos Monteiro (2016)

Carmeneza dos Santos Monteiro (* 31. Juli 1981) ist eine osttimoresische Beamtin.

## Werdegang
Von 2002 bis 2007 arbeitete Monteiro in Dili für die Australian Agency for International Development als Program Manager in leitender Funktion. Später war sie Lehrplanentwicklerin für andere Sprachen als Englisch an der Australian Defence Force School of Language (Melbourne, Australien), Beraterin für Monitoring und Evaluierung für die Weltbank, das Judicial System Monitoring Program (JSMP) und das Entwicklungsprogramm der Vereinten Nationen (UNDP) in Osttimor, Beraterin und Ausbilderin für multikulturelle Kommunikation für die Australian National University ANU (in Australien) und ALELO (in Los Angeles).
Zwischen 2008 und 2011 studierte sie an der ANU und erhielt einen Bachelor in Internationalen Beziehungen mit Auszeichnung. Dazu kommen weitere Abschlüsse: Ein Diplom in Öffentliche Politik und Entwicklung des Privatsektors von der Lee Kuan Yew (LKY) School of Public Policy (National University of Singapore) 2015, ein Diplom in Reform des öffentlichen Sektors vom Civil Service College Singapore 2015, ein Diplom in Management Öffentliche Verwaltung vom Korean Development Institute 2016, ein Diplom in Governance und Führungmanagement von der Harvard University 2016 und ein Diplom in Transformative Führung von der University of Oxford 2019.
Von 2015 bis 2017 war im Büro des Premierministers als Verbindungsbeamte für die Öffentliche Verwaltung tätig, bevor sie im September 2017 zur Asia Foundation als Policy Director wechselte. Hier blieb sie bis 2019. 2020 wurde Monteiro Beraterin für strategische Politik im Sozialministerium. Am 28. Mai 2020 wurde Monteiro von Premierminister Taur Matan Ruak zur Kommissarin der Comissão da Função Pública (CFP) ernannt. Das Amt hatte sie bis zum 23. November 2023 inne.
Monteiro ist Präsidentin der australischen Alumni-Vereinigung der Timor-Leste Development Awards und Mitglied der von der Asia Foundation unterstützten Timor-Leste Policy Leaders Group. Sie erhielt eine Reihe von Auszeichnungen, darunter den Australian Day Award für herausragende Arbeit während der Reaktion Australiens auf die humanitäre Krise 2006 in Osttimor.